# How Much Time Do We Have Left
»How Much Time Do We Have Left« je pesem slovenskega igralca, komika in pevca Klemna. Napisal jo je Klemen skupaj z Majo Slatinšek in Ryanom Smallom, ki je pesem tudi produciral. Izšla je 25. januarja 2025 kot del albuma za EMA 2025, na kateri je kasneje zmagala in je Slovenijo zastopala na Pesmi Evrovizije 2025.

## Ozadje skladbe
Besedilo in glasbo za skladbo je napisal Klemen Slakonja, pri aranžmaju pa sta sodelovala še Ryan Small in Maja Slatinšek. Besedilo govori o Klemenovem zasebnem obdobju, ko je njegova partnerka, igralka Mojca Fatur, prejela diagnozo mielodisplastičnega sindroma, redke oblike krvnega raka, ki ga je kasneje premagala. Po Klemenovih besedah besedilo slavi partnerkino moč pri spopadanju z boleznijo ter govori o pomenu skupnega časa in zavedanju krhkosti človeškega življenja. Skladbe ni napisal namensko za Emo, temveč kot presenečenje za partnerko na njegovem prihajajočem albumu.